# Mana Khemia: Alchemists of Al-Revis
Mana Khemia: Alchemists of Al-Revis (マナケミア ～学園の錬金術士たち～, Mana Khemia ~Gakuen no Renkinjutsushi-tachi~) é um RPG desenvolvido no Japão pela Gust para o PlayStation 2.  O jogo foi lançado no Japão em 21 de junho de 2007, e nos E.U.A. em 31 de março de 2008. Foi liberada um versão para o PlayStation Portatil, com características adicionais incluídas. O jogo tem múltiplos reviews.

## O Jogo
Mana Khemia é um RPG "successor" da serie Atelier Iris também criado pela Gust. Conseqüêntimente, o jogo contém muitos elementos comuns com os jogos daquela série.
O núcleo do jogo é a alquimia, do qual o jogador pode criar armas, armaduras, itens utilizáveis, e os ingredientes complexos para estas receitas. O jogador é obrigado a recolher materiais do núcleo através da exploração de mapas, recompensa após o combate, ou comprá-los nas lojas. Cada item tem propriedades fundamentais que incluem capacidades elementares e especiais e melhorias nos status do personagem que pode ser infundido em equipamentos. Uma roda de alquimia "permite ao jogador ajustar a qualidade de cada ingrediente que é adicionado à mistura, para melhor ou pior, de forma que altera as propriedades do item final. Receitas para itens são aprendidas ao longo do jogo, encontrando ou comprando livros de receita, conversando com os personagens, ou pode ser descoberto a partir de receitas já existentes, alterando ingredientes da lista.
Quando estiver em campo, o jogador pode optar por evitar encontros com os monstros correndo e saltando sobre eles, mas também pode iniciar uma batalha. Mana Khemia usa um sistema de turnos semelhante ao dos jogos anteriores de Atelier Iris. Uma vez que o jogador tem mais de três personagens no grupo, pode ter até três personagens na reserva; esses personagens podem mudar durante um turno normal, ou ser chamado no final do ataque de um personagem para fornecer um dano adicional, ou ser chamado para substituir um personagem prestes a ser atacado. Ao trocar os personagens exigem um número de voltas para recuperar antes de ser chamado novamente. Como o jogador se torna capaz de causar mais danos, eles podem ativar "Burst Mode", que temporariamente aumenta o dano de cada ataque. Além disso, Burst-Mode pode levar a um "Finishing-Burst" que permite usar um poderoso golpe especial com um dos personagens.
Tanto a alquimia quanto o combate são necessários para evoluir os personagens. Ao contrário do sistema típico de outros jogos, não há pontos de experiência ou níveis dos personagens. Em vez disso, por meio do combate, os personagens ganham AP Points(pontos de ação) que são utilizados no personagem específico para desbloquear novas habilidades e bônus do personagem, como os status ou skills. No entanto, esses benefícios são vinculados a completar as receitas para itens específicos que da acesso as habilidades. O Grow Book é apresentado como um gráfico de itens sintetizáveis. Os bônus de um item não pode ser adquirido usando AP Points, até que o item requerido tenha sido sintetizado.
O jogo é apresentado como um ano escolar. Cada ano é composto de várias semanas, geralmente começando e terminando com um evento, levando a uma batalha fundamental para ser vencida. É geralmente necessário que o jogador conclua dois ou três cursos, ganhando nota de forma a que o curso seja concluído. Isto é seguido por dois ou três dias de tempo livre. Se o jogador não obter nota necessária para a conclusão do curso, terá que passar um dia de Free-Time (tempo livre) na detenção, fazendo as tarefas exigidas. Uma vez no Free-Time, o jogador é livre para fazer o que quiser, como conversar com os personagens e executar missões secundárias relacionadas com os outros personagens do grupo.

## História
O foco principal do jogo é o protagonista Vayne Aurelius, filho de um alquimista lendário chamado Theofratus que havia desaparecido após o nascimento de Vayne. Vayne, desde então, levou a vida de um eremita, tendo como companheiro apenas uma Mana em forma de gato chamado de Sulpher. Vayne é convidado para o Al-Revis Academy por Zeppel, um dos professores de lá. Ele é "convidado" rapidamente para o Workshop conduzido pelo veterano Flay Gunnar juntamente com dois outros estudantes, Jess e Nikki. Os quatro foram capazes de ter sucesso em completar tarefas e permitir que a Workshop prospere, que depois acabou ganhando mais membros para sua equipe.
Contudo, as ações de Vayne não passou despercebido. Dois estudantes, Tony e Renee, são instruídos por alguém para interferir nas tentativas de Vayne vencer, mas sem êxito. Mesmo quando os dois recrutam Roxis, um filho de uma famosa família de alquimistas, que parece ter um ódio imediato por Vayne, devido a seu pai. Eventualmente Roxis se junta com a equipe de Vayne.
Há algo sobre Vayne que ele próprio não sabe …

## Personagens

### Personagens jogáveis
Vayne Aurelius (ヴェイン・アウレオルス, Vain Aureorusu) (JP: Vain Aureolus)
Voz: Akira Ishida
O protagonista. Ele morava sozinho com Sulpher, um gato preto, nas profundezas da floresta. Mas um dia, foi convidado para vir a Al-Revis Academy, supostamente devido a ser filho de um famoso alquimista. Ele é tímido e tem uma personalidade fraca, e seus amigos só lhe falam de problemas. Entretanto, aparentemente inocente quando posto em questão sobre ser filho de um famoso alquimista. Foi revelado que ele era uma criação literal de alquimista e que contou com a mana de criação dentro de si e Sulpher por Isolde perto do fim da história e que ele foi responsável pela morte de seu pai. Em função da sua relação com os outros, ele quer continuar a viver sem saber que ele é o mana da criação ou desaparecer do mundo. Em todos os finais bons, Vayne eventualmente salva seus amigos da escola e deseja distância de seu poder.
Jessica Philomele (フィロメール・アルトゥング, Firomēru Arutungu) (JP: Philomel Hartung)
Voz: Sakura Nogawa
Colega de Vayne. Ela não teme ninguém, e tem uma personalidade muito simpática e extrovertida, mas é um pouco klutzy. Ela adora a alquimia, e ela testa suas sínteses estranhas quando tem tempo. E toda vez, ela faz algo para explodir. Ela tem uma doença estranha que nenhum médico pode cura-la desde que era pequena, e assim sua vida é tende a ser mais curta do que as pessoas normais. No seu final, Vayne torna-se seu médico, trabalhando para curá-la.;
Flay Gunnar (グンナル・ダム, Gunnaru Damu) (JP: Gunnar Damm)
Voz: Kenyuu Horiuchi
Colega de Vayne, é um ano mais velho. Ele é conhecido em toda a escola por ser um encrenqueiro. Orientador, ele forçou Vayne  participar de sua Workshop. Enquanto ele está se divertindo, ele não se importa com problemas de ninguém. Ele também adora uma aventura. Ele sempre quis ser um "Guardião da Justiça", um super-herói, arrastando Vayne com ele como seu parceiro de herói. Em seu final, Flay tornou-se um vilão (embora para a maioria provavelmente está fora de questão lúdica) chamado de "Flayvor of Evil", na versão E.U.A. Vayne é o herói que continuamente batalha com ele.
Nicole Mimi Tithel (ティティルミミニケメレ, Titiru Mimi Nike Mere) (JP: Titil Mimi Nike Mele)
Voz: Miyuki Sawashiro
Uma garota beastman. Ela fala e age antes de pensar. Ela odeia sentar-se, mesmo dentro de uma sala, e assim não se concentrando em sua síntese. Ela é preguiçosa para estar na academia, porque ela odeia fazer atribuições. Ela cresceu em uma pequena aldeia, que pode ser por isso que ela as vezes parece ter falta comum de ideias sociais. No entanto, fora de todos os membros do Workshop, ela tem o sentido mais comum. Nikki tem uma voz linda e veio a Al-Revis para encontrar um marido para que ela possa salvar a sua corrida da extinção. Em seu final, Nikki e Vayne são casados e têm vários filhos.
Roxis Rosenkrantz (ロクシス・ローゼンクライツ, Rokushisu Rōzenkuraitsu) (JP: Loxis Rosenkranz)
Voz: Daisuke Kishio
Um estudante transferido, de gênio sarcástico que vem de uma famosa família alquimista. Muito dedicado ao trabalhado. Suas palavras são muito educadas, embora ele seja um aluno chato. Seus hobbies são estudar e ler. Ele gosta de ficar sozinho, e tem um ar sobre ele que se distancia dos outros. Ele vê Vayne como um rival, não gosta dele. Em seu final, Vayne e Roxis são companheiros de treino, o perdedor de cada rodada é forçado a ser cobaia para todos os tipos de experimentos.
Pamela Ibis (パメラ・イービス, Pamera Ībisu)
Voz: Asuka Tanii
Uma menina fantasma que vive em Al-Revis. Ela é muito doce com todas as coisas. Ela é uma personagem recorrente na série Atelier Iris, apareceu anteriormente no Atelier Judie, Viorate Atelier, Atelier Iris: Eternal Mana e Atelier Iris 3: Grand Phantasm. Pamela decide juntar-se a Workshop de Vayne, mas assim que ele vê como ela pareça cruel, ela começa a queixar-se de estar em um ambiente tão simples. Com nenhuma outra opção, Vayne reúne os itens que a Pamela quer, e decora o workshop com eles. Em seu final, Pamela deixa Al-Revis com Vayne (agora um médico) para viajar com ele de cidade em cidade … apesar de seu hábito de assustar as pessoas não acabar.
Anna Lemouri (アンナ・レムリ, Anna Remuri) (JP: Anna Laemmle)
Voz: Ui Miyazaki
Uma menina muito jovem, que já domina esgrima com pouca idade. Ela é mais madura do que parece. Anna também tem uma imaginação muito forte, e vai assumir muitas coisas sobre ela própria. Ela é rigorosa e leva as coisas mais a sério, mesmo piadas. Uma vez determinada em conseguir alguma coisa, ela é imparável por ninguém. Em seu final, Vayne vai voltar com ela para o seu dojo, onde os dois treinam juntos.
Muppy Oktavia Wonderchak VIII (ムーペ・オクタヴィア・ヴォンドラチェク8世, Mupe Okutavia Wondoracheku Hachi-sei) (JP: Mupe Oktavia Wondrastschek VIII)
Voz: Yūichi Nagashima (creditado como Choo)
Um estudante de intercâmbio de um mundo distante. Por uma estranha reviravolta dos acontecimentos, ele acabou aprendendo alquimia com Vayne e seus amigos do Workshop. Vagueia pela escola em um pote-máquina, e assim que todos pensam que ele é um pouco estranho. Seu plano real é dominar o mundo, tendo delírios de grandeza. Em seu final, Vayne viaja com ele para seu planeta natal … e faz uma oferta para Vayne para se tornar a rainha.

### Personagens não-jogáveis
Sulpher (サルファ, Sarufa) (JP: Sulfur)
Companheiro e Mana de Vayne que se transforma em arma em combate. Sulpher normalmente assume a forma (no braço de Vayne) de uma lâmina com um olho vermelho, mas pode mudar a sua forma ao realizar outros ataques. Ele viajou ao lado de Theofratus até o dia que ele morreu, e depois se tornou amigo de Vayne (ele poderia falar com Vayne, mas não desde que Vayne perdeu seus poderes). Ele é apático, rude e aparentemente impressionado com tudo.
Isolde Schelling (イソルテ・シェリング, Isorude Sheringu)
Voz: Ayako Kawasumi
Professora na academia, e amante de Theofratus. Ela é menos agradável do que os outros professores, muitas vezes dando mais tarefas difíceis. É uma graduada da Al-Revis e foi colega de Zeppel. Enquanto Zeppel é o professor descontraído, Isolde é muito mais séria. Ela tem um papel mais importante no jogo conforme a história avança.
Zeppel Kriever (ゼップル・クライパー, Zeppuru Kuraibā) (JP: Seppl Kleiber)
Voz: Kazuhiko Inoue
Professor de Vayne. Ele é simpático para os estudantes e é um professor popular. Encontrou Vayne nas montanhas e convidou-o para a academia. Em Mana Khemia 2 tornou-se o diretor da Al-Revis Academy.
Tony Eisler (トニ・アイスラー, Toni Aisurā) (JP: Toni Eisler)
Voz: Mitsuaki Madono
Um antigo aluno na academia que é visto exclusivamente com Renee. Ele odeia Flay Gunnar, o considera o seu rival, no entanto suas tentativas de derrotá-lo não inúteis. ("Quem são essas pessoas?" Nós não temos tempo para brincar com você! ") Flay tende a ignorar / zombar dele, e conforme o jogo passa torna-se óbvio que ele é muito menos mal do que originalmente apareceu. Ele se irrita facilmente, o que faz com que seu discurso deteriora-se e o faz tomar decisões toscas. Ele é ordenado por Isolde para vigiar Vayne. Ele volta para a academia em Mana Khemia 2 para se tornar um professor, mesmo que apenas para continuar o seu rancor contra Flay.
Renee Kearse (レーネ・キア, Rēne Kia) (JP: Lene Kier)
Voz: Ai Nonaka
Uma antiga aluna da academia. É exclusivamente vista com Tony. Vai junto com Tony incomodar Vayne, mas parece que seu coração não está realmente na mesma. Sempre que Tony faz up 'esquemas' para derrotar Vayne, ela não para ou encorajá-lo. Ela quase não tem nenhum interesse em nada, e tende a se cansar rápido por todos os tipos de atividade. Ela também parece ser muito poderosa em combate, como Tony pede a sua ajuda para bater em Flay no início do jogo (embora ela prefira se afastar para evitar quebrar as unhas de novo, e Tony decide lutar contra Flay sozinho). O fato de que ela é capaz de chamar a Mana que odeia os seres humanos: Azure Flame Mana, pode provar que ela uma lutadora mais formidável do que parece. Ainda assim, ela só vai lutar a sério, ocasionalmente, fazendo com que ela não é uma grande ameaça para a Vayne e os outros
Bernard Tieck (ベルンハルト・ティーク, Berunharuto Tīku) (JP: Bernhard Tieck)
Voz: Naomi Kusumi
O diretor da Academia é um homem jovial, bom para todos os alunos. Ele também é um grande cozinheiro.
Ernentraud Karnap (エルメントラウト・カルナップ, Erumentorauto Karunappu) (JP: Ernentraud Carnap)
Voz: Yukari Hishizu
A vice-diretora da academia. Ela é muito rigorosa.
Melanie Ruthers (メルヒス・ロイティエール, Meruhisu Roidiēru) (JP: Melhis Roythiers)
Voz: Rina Sato
Enfermeira da academia. Ela fica na enfermaria e vende uma grande variedade de produtos de cura. Ela gosta de ajudar Vayne e seus amigos.
Cardinand Lorryale (Lorr) (カルダディイロルアレ (ロル), Karudadī Roruare (Roru)) (JP: Carda Dii Rol Ale)
Voz: Ryuuta Iguchi
Instrutor de Combate e Tática da acadeima. Ele é um beastman como Nikki.

## Música
A trilha sonora foi composta por Ken Nakagawa e Achiwa Daisuke. Foi lançado em 30 de maio de 2007 no Japão pela equipa de animação.
Abertura
- Run For Your Life by Haruka Shimotsuki

Insert Songs
- 夢の未来へ~合唱版~ (Yume no Mirai e ~Gasshouban~ / To the Future of Dreams ~Chorus Version~) by Gust Staff
- シリウス (Sirius) by Marie
- ねぇ (Nee / Hey) by Marie
- STIGMATA by Noriko Mitose

Final
- TOGGLE by Yuuki Mizusawa

## Mana Khemia: Student Alliance
Uma versão para o PSP foi lançado no Japão em 25 de setembro de 2008, sob o título Mana-Khemia Gakuen no Renkinjutsushi-Plus tachi, e foi lançado na América do Norte em 10 de março de 2009. Foram adicionados recursos como batalhas multiplayer, a função de permitir Jump Start The Game para carregar mais rapidamente, e outros itens que podem ser sintetizados. Nas batalhas multiplayer, itens raros podem ser dropados de inimigos que não podem ser encontrados no jogo principal.

## Mana Khemia 2: Fall of Alchemy
A sequença foi lançado em 29 de maio de 2008 no Japão, e na América do Norte em 25 de agosto de 2009. A história da continuação do filme está situado a 15 anos depois do jogo original, e os únicos personagens que retornam são Flay, Tony, e Zeppel.